# Blaven
Der Blaven (gälisch: Blà Bheinn [ˈplˠ̪aːveɲ]) ist ein Berg
auf der schottischen Insel Skye. Er ist Teil der Cuillin Hills und mit einer Höhe von 929 m einer der zwölf Munros der Insel.

## Etymologie
Der Ursprung des Namens Blaven bzw. Blà Bheinn ist nicht eindeutig geklärt und geht möglicherweise auf mehr als eine Sprache zurück. So ist bla ein altnordisches Wort für „blau“ und bheinn das gälische Wort für „Berg“. Weiterhin könnte Blà auch als „Blumen“ (vom gälischen Wort blath) interpretiert werden.

## Lage und Beschreibung
Der Blaven liegt ungefähr 11 km (Luftlinie) westlich von Broadford, unweit des Loch Slapin. Obwohl der Berg aufgrund seiner geologischen Beschaffenheit den sogenannten Black Cuillin zugerechnet wird, liegt er als östlicher Vorposten außerhalb dieser Untergruppe und vielmehr in geographischer Nähe zu den Red Cuillin. Der Blaven weist einen Doppelgipfel auf, wobei der eigentliche Hauptgipfel einige Meter höher liegt als der benachbarte Südgipfel.

## Aufstieg
Für gewöhnlich nähert man sich dem Blaven aus östlicher Richtung. Ausgehend vom Ufer des Loch Slapin folgt man zunächst dem Lauf des Flusses Allt na Dunaiche durch Heidelandschaft. Anschließend umrundet man den vorgelagerten Berg An Stac (528 m) in südwestlicher Richtung. Ungefähr auf Höhe des kleinen Gebirgssees Loch Fionna-choire bieten sich zwei Routen an, die über Geröll zum Gipfel des Blaven führen. Beide Routen sind steil und beinhalten kleinere Kletterpassagen. Gerade bei ungünstigen Wetterbedingungen oder mangelnder Klettererfahrung ist der Aufstieg daher nicht ungefährlich. Der Berggipfel ist durch einen Triangulationspunkt gekennzeichnet und bietet bei klarem Wetter einen hervorragenden Ausblick auf die Hauptgruppe der Black Cuillin im Westen sowie auf entferntere Gipfel des schottischen Festlands im Osten.